# Reincarnated as a Sword
«Моє переродження в меч» (яп. 転生したら剣でした, Tensei Shitara Ken Deshita) — японська серія ранобе, написана Ю Танакою та проілюстрована Лло. Спершу вона публікувалася як веб-роман на сайті Shōsetsuka ni Narō у жовтні 2015 року. Згодом серію було видано як ранобе видавництвом Micro Magazine, яке випустило перший том у липні 2016 року.
Серію було адаптовано у манґу авторства Томово Маруями, що публікується видавництвом Gentosha, а також у спін-офф манґу авторства Хінако Іноуе, яку видає Micro Magazine. Як ранобе, так і манґа були ліцензовані для випуску в Північній Америці компанією Seven Seas Entertainment, включно зі спін-оффом.
Аніме-адаптацію серіалу від студії C2C транслювали з жовтня до грудня 2022 року. Анонсовано другий сезон.
Критичні відгуки загалом були позитивними: високо оцінили візуальну складову, озвучення, екшн-сцени та звязок між головними героями. Однак критики також відзначили слабкість сюжету та брак оригінальності.

## Сюжет
Після смерті в автокатастрофі безіменний чоловік перероджується в іншому світі у вигляді розумного меча з могутніми здібностями, але без згадки свого імені, хоча він пам'ятає все інше зі свого минулого життя. Прийнявши свою долю як меч, він починає шукати того, хто стане його власником, борючись і набуваючи нових сил. Під час своєї подорожі він виявляє караван работорговців, на який напав двоголовий ведмідь. Молода рабиня кішко-дівчинка на ім'я Фран знаходить меч і використовує його, щоб убити звіра. Звільнившись із рабства, вона називає меч «Вчителем», і вони разом вирушають у пригоди.

## Персонажі
Вчитель/Наставник (яп. 師匠, Shishō)
У своєму минулому житті Вчитель був людиною, але після переродження став могутнім легендарним мечем, обладнаним штучним інтелектом, який надає йому поради. Проте, опинившись прикутим до одного місця, він змирився з очікуванням, поки його не знайде гідний воїн. Зрештою, він стає союзником Фран і її основною зброєю після того, як звільняє її від рабства. Саме вона дає йому ім'я. Вчитель здатний отримувати здібності від різних створінь після їх знищення, що дозволяє йому розвиватися та ставати сильнішим. Він також може ділитися своїми здібностями з Фран.
Фран (яп. フラン, Furan)
Фран — 12-річна дівчинка з племені Чорних Котів. Її батьків убили, коли вона була ще маленькою, після чого її продали в рабство. Однак, коли караван потрапив під атаку двоголового ведмедя, Фран знаходить меч Вчителя та витягує його з місця спочинку. Завдяки Вчителю їй вдається вбити звіра та здобути свободу. Разом вони вирушають у подорож, щоб допомогти Фран досягти еволюції, що досі не вдалося жодному Чорному Котові. Незважаючи на небезпеки, вона не відступає, навіть якщо інші намагаються її зупинити. Усі її здібності походять від Вчителя. Без нього вона лишається безсилою.
Аманда (яп. アマンダ)
напівельфійка, яка керує притулком для сиріт. Вона глибоко захоплюється Фран і, як з'ясовується, колись сама дбала про неї після смерті її батьків. Попри свою веселу та життєрадісну вдачу, Аманда є дуже потужною воїтелькою, значно сильнішою за Фран і Вчителя. Аманда виступає материнською фігурою та наставницею для Фран, хоча спочатку Фран це не дуже подобалося. Вона має м'яке серце, особливо щодо дітей, і є однією з небагатьох, хто знає про існування Вчителя..
Клімт (яп. クリムト, Kurimuto)
Елементаліст із племені Лісових Ельфів і гільдмайстер Гільдії шукачів пригод міста Алесса. Він має унікальну здатність бачити справжню сутність людини. Спершу він підозрює Фран через джерело її здібностей, яке не зміг визначити, але дозволяє їй приєднатися до гільдії. Згодом він розуміє, що Фран не є злою людиною. Клімт також є дядьком Фріона.
Донадронд (яп. ドナドロンド, Donadorondo)
Воїн з племені Оні, який виступає екзаменатором у Гільдії шукачів пригод. Він кидає виклик потенційним шукачам пригод у дуелях, щоб перевірити їхні навички. Після поразки від Фран дозволяє їй скласти іспит.
Нел (яп. ネル, Neru)
Реєстраторка Гільдії шукачів пригод у місті Алесса. Має приховану темну сторону, через яку бажає смерті шукачам пригод, які їй не подобаються, але швидко прив'язується до Фран.
Галлус (яп. ガルス, Garusu)
Старий дворф, який пристрасно займається ковальством. Постачає Фран різноманітним спорядженням і знає про Вчителя завдяки здібності, яка дозволяє йому обходити блокування ідентифікації.
РанделШукач пригод, якого Фран і Вчитель врятували деякий час після того, як вони зустрілися.
ЛіліШукачка пригод, яку Фран і Вчитель зустріли під час своєї подорожі.
КарлШукач пригод, якого Фран і Вчитель зустріли під час своєї подорожі.
Юстасшукач пригод, якого Фран і Вчитель зустріли під час своєї подорожі.
АвгустЖорстокий віце-капітан охорони Алесси, який ненавидить шукачів пригод. Він має дві особливі здібності: визначати, чи бреше людина, і зачаровувати інших, хоча він зловживає ними. Ці здібності були вкрадені Вчителем, що призводить до руйнування його репутації. Для помсти Фран він наймає вбивцю з племені Блакитних Котів, Гюрана, щоб убити її, але вона повертає ситуацію на свою користь і вбиває Гюрана. Огюст потім був покараний і поміщений під домашній арешт на все життя за свої злочини.
ГюранВбивця з племені Блакитних Котів. Його народ є давніми ворогами Чорних Котів, і саме через них Фран потрапила в рабство. Він насолоджується вбивством Чорних Котів і продажем їх у рабство. Огюст наймає його для вбивства Фран після того, як вона зруйнувала його репутацію, але Фран вбиває його і забирає його зброю, мстившись за більшість свого роду.
Count Holmesправитель Алесси і батько Августа. Дізнавшись про злочини сина, він карає його, накладаючи домашній арешт на все життя. Однак натякається, що він має свої приховані мотиви.
Круз Ріусельлідер групи «Блакитних Охоронців» і екзаменатор, який допомагає групі воїнів у боротьбі з павукоподібними монстрами в підземеллі світу.
РігЧлен «Блакитних Охоронців» і екзаменатор, який допомагає групі воїнів, метою яких є знищення групи павукоподібних монстрів у підземеллі світу.
ЕйзельЧлен «Блакитних Охоронців» і екзаменатор, який також допомагає групі воїнів із завданням знищити павукоподібних монстрів у підземеллі.
КрадЛідер групи «Драконів Рев», яка приєднується до потужних воїнів для боротьби з павукоподібними монстрами в підземеллі. Спочатку він негативно ставиться до участі Фран і Аманди в групі, яка здебільшого складається з чоловіків, але швидко поважає їх після демонстрації їхньої сили.

## Медіа

### Ранобе
Ю Танака розпочав серію як веб-роман, який публікувався на сайті Shōsetsuka ni Narō з жовтня 2015 року по лютий 2024 року. Видавництво Micro Magazine придбало та опублікувало серію ранобе під своїм імпринтом GC Novels, з ілюстраціями Лло. На вересень 2024 року було опубліковано 18 томів. П'ятий том у обмеженому виданні був упакований із драматичним CD, що розповідає оригінальну історію. Seven Seas Entertainment оголосили про придбання творів і почали випуск із 6 серпня 2019 року.
| №  | Дата виходу       | ISBN                                               |
| -- | ----------------- | -------------------------------------------------- |
| 1  | 30 липня 2016     | ISBN 978-4-89637-574-9                             |
| 2  | 26 грудня 2016    | ISBN 978-4-89637-608-1                             |
| 3  | 30 червня 2017    | ISBN 978-4-89637-639-5                             |
| 4  | 24 листопада 2017 | ISBN 978-4-89637-670-8                             |
| 5  | 30 травня 2018    | ISBN 978-4-89637-750-7 ISBN 978-4-89637-751-4 (ЛВ) |
| 6  | 30 жовтня 2018    | ISBN 978-4-89637-826-9                             |
| 7  | 29 березня 2019   | ISBN 978-4-89637-863-4                             |
| 8  | 28 вересня 2019   | ISBN 978-4-89637-924-2                             |
| 9  | 30 березня 2020   | ISBN 978-4-89637-990-7                             |
| 10 | 30 вересня 2020   | ISBN 978-4-86716-057-2                             |
| 11 | 31 березня 2021   | ISBN 978-4-86716-124-1                             |
| 12 | 24 вересня 2021   | ISBN 978-4-86716-189-0                             |
| 13 | 30 березня 2022   | ISBN 978-4-86716-269-9                             |
| 14 | 30 вересня 2022   | ISBN 978-4-86716-340-5                             |
| 15 | 30 березня 2023   | ISBN 978-4-86716-408-2                             |
| 16 | 29 вересня 2023   | ISBN 978-4-86716-408-2                             |
| 17 | 29 березня 2024   | ISBN 978-4-86716-554-6                             |
| 18 | 30 вересня 2024   | ISBN 978-4-86716-637-6                             |

### Манґа
Адаптація у вигляді манґи авторства Томово Маруями випускалася в журналі Denshi Birz видавництва Gentosha з 9 грудня 2016 року по 15 січня 2018 року. Після припинення публікації в журналі манґа продовжила виходити в Comic Boost. Серія зібрана в 16 томах танкобонів, перший з яких був випущений у квітні 2017 року. Seven Seas Entertainment також ліцензувала манґу для випуску в Північній Америці, з випуском першого тому 17 грудня 2019 року. Спіноф-манґа, написана Танакою та проілюстрована Хінако Іноуе, публікувалася на сайті Comic Ride видавництва Micro Magazine з 1 червня 2020 року по 30 січня 2023 року. Спіноф також ліцензований Seven Seas Entertainment.
| №  | Дата виходу       | ISBN                                               |
| -- | ----------------- | -------------------------------------------------- |
| 1  | 24 квітня 2017    | ISBN 978-4-344-83975-5                             |
| 2  | 24 листопада 2017 | ISBN 978-4-344-84097-3                             |
| 3  | 24 березня 2018   | ISBN 978-4-344-84178-9                             |
| 4  | 21 вересня 2018   | ISBN 978-4-344-84303-5                             |
| 5  | 22 березня 2019   | ISBN 978-4-344-84417-9                             |
| 6  | 24 вересня 2019   | ISBN 978-4-344-84507-7 ISBN 978-4-344-84508-4 (СВ) |
| 7  | 24 березня 2020   | ISBN 978-4-344-84623-4                             |
| 8  | 24 вересня 2020   | ISBN 978-4-344-84706-4                             |
| 9  | 24 березня 2021   | ISBN 978-4-344-84823-8                             |
| 10 | 24 вересня 2021   | ISBN 978-4-344-84893-1 ISBN 978-4-344-84894-8 (СВ) |
| 11 | 30 березня 2022   | ISBN 978-4-344-85007-1 ISBN 978-4-344-85008-8 (СВ) |
| 12 | 24 вересня 2022   | ISBN 978-4-344-85107-8 ISBN 978-4-344-85108-5 (СВ) |
| 13 | 24 березня 2023   | ISBN 978-4-344-85198-6                             |
| 14 | 22 вересня 2023   | ISBN 978-4-344-85298-3                             |
| 15 | 23 березня 2024   | ISBN 978-4-344-85386-7                             |
| 16 | 24 вересня 2024   | ISBN 978-4-344-85464-2                             |

#### Спіноф
| № | Дата виходу     | ISBN                   |
| - | --------------- | ---------------------- |
| 1 | 30 вересня 2020 | ISBN 978-4-86716-060-2 |
| 2 | 27 березня 2021 | ISBN 978-4-86716-120-3 |
| 3 | 24 вересня 2021 | ISBN 978-4-86716-187-6 |
| 4 | 31 березня 2022 | ISBN 978-4-86716-266-8 |
| 5 | 29 вересня 2022 | ISBN 978-4-86716-337-5 |
| 6 | 31 березня 2023 | ISBN 978-4-86716-404-4 |

### Аніме
Адаптація у вигляді аніме-серіалу була анонсована в дванадцятому томі легкого роману 24 вересня 2021 року. Серіал був вироблений студією C2C та режисером Шінджі Ішіхіра. Сценарії до серії писав та курирував Такахіро Наґано, дизайн персонажів та роль головного анімаційного режисера виконував Ацукі Саїто, а музику до серіалу створював Ясухару Такахаші. Аніме транслювалося з 5 жовтня по 21 грудня 2022 року на каналах Tokyo MX, ABC та BS Asahi. Тема відкриття аніме — «Tensei Shitara Ken Deshita» у виконанні Kishida Kyoudan & The Akeboshi Rockets, а тема закриття — «More Strongly» у виконанні Маон Куросакі. На Anime Expo 2022 компанія Sentai Filmworks оголосила, що ліцензувала серіал за межами Азії. Після цього був англійський дубляж, як було оголошено на Anime Weekend Atlanta 28 жовтня 2022 року.
Після трансляції останнього епізоду було анонсовано другий сезон, але дата виходу ще не оголошена.

#### Список серій
| № серії | Назва серії | Режисер(и)       | Сценарист(и)    | Режисер(и) анімації | Оригінальна дата показу |
| --- | --- | ---------------- | --------------- | ------------------- | ----------------------- |
| 1 | «Кішкодівчина зустрічає меч» Транслітерація: «Mofumimi ga Deatta no wa Ken Deshita» (яп. モフ耳が出会ったのは剣でした)                                  | Казунобу Шимідзу | Такахіро Наґано | Сіндзі Ісіхіра      | 5 жовтня 2022           |
| Невідомий чоловік трагічно гине в автомобільній аварії та реінкарнується в іншому світі як розумний магічний меч. Завдяки телекинезу він може літати, вивчати навички вбиваючи монстрів. Він вирішує продовжити вбивати монстрів і стати наймогутнішим мечем у світі, чекаючи свого призначеного володаря. Тим часом чорна кішка на ім’я Фран живе як знущена рабиня, одягнена в нашийник, що не дає їй можливості йти проти наказів, але мріє про велич. Одного дня, після набуття численних навичок і чудових воїнських здібностей, меч потрапляє в ліс, де дотик до землі висмоктує всю його магію. Неможливість летіти призводить до того, що він залишається заблокованим на місяці. Люди, яким належить Фран, зазнають нападу монстра-медведя. Побачивши, як її співраби і один із господарів загинули, залишивши її однією з небагатьох, хто вижив, Фран прагне допомогти і помічає меч неподалік. Доторкнувшись до його рукоятки, він може спілкуватися з нею через телепатію і знову літати. Він ділиться всіма своїми навичками з нею, перетворюючи її на чудову воїтельку, яка легко вбиває монстра. Господар Фран, ще один із тих, хто вижив, вимагає, щоб вона віддала йому меч і починає її бити, коли вона відмовляється. Розгніваний цією жорстокістю, меч вбиває його і спалює контракт рабства Фран, змушуючи її нашийник впасти, звільняючи її. Він офіційно запитує Фран, чи стане вона його володарем, і вона погоджується, оскільки її мета — еволюціонувати, чого не зміг досягти жоден Чорний Кіт. Вважаючи його своїм учителем, Фран називає його Учителем. Учитель вирішує присвятити своє нове життя тому, щоб захистити Фран                                              | |                  |                 |                     |                         |
| 2 | «Пекельний іспит у гільдії шукачів пригод» Транслітерація: «Bōkensha Girudo ni Ittara Oni Shikenkan Deshita» (яп. 冒険者ギルドに行ったら鬼試験官でした) | Аяка Цудзіхасі   | Такахіро Наґано | Сіндзі Ісіхіра      | 12 жовтня 2022          |
| Фран рятує авантюриста на ім'я Ранделл від засідки гоблінів. Учитель тримає свою свідомість у таємниці і спілкується з Фран лише через телепатію. У місті Алесса, де знаходиться гільдія авантюристів, реєстраторка Нелл, що приховує свою темну сторону, повідомляє Фран, що вона повинна пройти бойову симуляцію, а екзаменатором буде потужний Оньї Донардрон. Фран та Учитель поєднують навички володіння мечем з магією, що Нелл зазначає, має бути неможливим, якщо тільки у Фран немає двох мозків. Донардрон охоче визнає свою поразку. Головний майстер гільдії Клімт приймає її як меч-мага. Фран продає частину своїх трофеїв за невелику фортуна, що викликає заздрість серед місцевих наємників. Вважаючи, що Чорний Кіт може бути лише злодієм і брехуном, вони намагаються вступити з нею в бій, але Нелл, яка вирішила, що їй подобається Фран, захищає її. Не витримавши образ на адресу свого виду, Фран відрубує ноги головному найманцю, одночасно розбираючи інших. Вони наполягають на тому, що Фран слід заарештувати за напад на них, але Нелл і члени гільдії погоджуються, що це була самооборона, і штрафують головного найманця на 100 000 золотих, причому Нелл розкриває свою темну сторону, відмовляючись лікувати його ноги, поки він не заплатить. Учитель вирішує, що їм потрібен номер на ніч і броня для Фран. Тим часом, дворф-авантюрист з найвищим рівнем навички оцінки "Божественний погляд" повністю усвідомлює, що Учитель — це живий розумний меч. | |                  |                 |                     |                         |
| 3 | «Сивий старий коваль» Транслітерація: «Mahō Kajishi wa Kusemono Deshita» (яп. 魔法鍛冶師は曲者でした)                                                   | Хіро Ōкі         | Такахіро Наґано | Хіро Ōкі            | 19 жовтня 2022          |
| Дворф Гаррус запрошує Фран до свого магазину, пояснюючи, що він є відомим мандруючим ковальом з Гранцела. Інші авантюристи заздрять, оскільки Гаррус славиться тим, що вибірково продає своє обладнання. Після того як Гаррус продає Фран зачаровану броню, він запитує про Учителя. Учитель переживає, що він не такий сильний, як інші мечі, але Гаррус розкриває, що найбільша сила Учителя полягає в його надзвичайно високій провідності мані; чим більше магії Фран він поглинає, тим сильнішим стає. Гаррус визнає, що він не має достатньо навичок, щоб кувати меч, як Учитель, тому його міг виготовити лише Божественний коваль. Учитель платить Гаррусу за виготовлення для нього піхов і іншого обладнання для Фран. Маючи трохи вільного часу, Фран та Учитель купують більше одягу, їжі та орендують кімнату. Тим часом, виживші гобліни, що напали на Ранделла, за допомогою магії еволюціонують у Хобгоблінів. Під час свого першого завдання з збирання трав, Фран рятує трьох авантюристів — Лілі, Крулла та Юстаса — вбиваючи Хобгоблінів. Авантюристи переживають: присутність Хобгоблінів означає, що нещодавно еволюціонував Король Гоблінів, і йому потрібно знайти Королеву Гоблінів; їхні нащадки утворять армію Хобгоблінів, яка може навіть загрожувати місту Алесса. Фран вирішує самостійно знищити їхнє гніздо, але Учитель турбується, оскільки Фран діє безрозсудно, ігноруючи отримані травми. | |                  |                 |                     |                         |
| 4 | «Жахливий натиск гоблінів» Транслітерація: «Goburin Sutanpīdo wa Ōgoto Deshita» (яп. ゴブリンスタンピードはオオゴトでした)                              | Айуму Увано      | Такахіро Наґано | Айуму Увано         | 26 жовтня 2022          |
| Фран вбиває всіх гоблінів, заявляючи, що їй потрібно стати сильнішою. Авантюристи повертаються з підкріпленням і виявляють, що гобліни прийшли з підземелля. Клімт організовує групу для рейду на підземелля наступного дня і підвищує Фран. Гаррус ремонтує її броню і каже, що майстри підземель отримують силу від Богині Хаосу. Фран бере Учителя з собою в лазню, що викликає у нього сором, але Нелл намагається її відчитати за те, що принесла зброю. Нелл пояснює, що Богиня Хаосу приносить в світ випробування, як майстри підземель, щоб запобігти застою. Бог Війни був злим і був убитий іншими богами, але не до того, як створив гоблінів та інші монстри. Нелл скаржиться, що Август, капітан гвардії, який не любить авантюристів, відмовляється надіслати лицарів для допомоги та хоче, щоб Аманда, найкраща авантюристка гільдії, повернулася з подорожі. Наступного дня Гаррус передає Учителю завершені піхви, і Фран приєднується до групи, яку очолює Донардрон. Гобліни нападають на них на вході до підземелля та вбивають більшість групи. Фран вбиває кілька гоблінів і входить до підземелля. Всередині один з гоблінів хвалиться, що з монстром, якого він щойно викликав, Імперія Гоблінів стане непереможною. | |                  |                 |                     |                         |
| 5 | «Слабке перше підземелля» Транслітерація: «Danjon Debyū wa Musō Deshita» (яп. ダンジョンデビューは無双でした)                                           | Юрі Козукада     | Такахіро Наґано | Сіндзі Ісіхіра      | 2 листопада 2022        |
| Фран та Учитель вирішують вбивати лише гоблінів з корисними навичками та поглинати кристали, а решту залишити іншим. Вони знаходять Гобліна-Короля і Королеву але вбивають їх одним ударом, що дивує їх самих. Вони розуміють, що підземелля йде глибше, і пробиваються через рій гігантських жуків. Вони потрапляють до прихованих дверей і знаходять Майстра Підземелля, розумного гобліна, який зміг викликати демона високого рівня. Майстер Підземелля хвалиться, що він захопить світ за допомогою свого слуги, але демон попереджає свого закликувача не давати йому наказів і атакує Фран. Він значно сильніший за будь-якого ворога, якого Фран та Учитель зустрічали раніше, і відрубує їй руки, але Учитель швидко її лікує. Тим часом решта групи не може пройти через двері, щоб їй допомогти. Учитель просить Фран відступити, але вона відмовляється і продовжує битися з демоном. Демон визнає, що навички Фран з мечем перевершують його власні, а потім використовує свою особливу здатність "Захоплення Навичок", щоб вкрасти її навички з мечем, заявляючи, що вона приречена. | |                  |                 |                     |                         |
| 6 | «Обман вищого демона» Транслітерація: «Gurētā Dēmon wa Chīto Deshita» (яп. 上級悪魔グレーターデーモンはチートでした)                                    | Хірокі Ікешіта   | Такахіро Наґано | Сіндзі Ісіхіра      | 9 листопада 2022        |
| "Захоплення Навичок" не спрацьовує, бо навички з мечем Фран запозичені від Учителя. Майстер Підземелля намагається допомогти демону, але той відмовляється від його допомоги. Учитель згадує, що створення Майстра Підземелля не може вижити без нього, і радить Фран націлювати свої удари на нього, змушуючи демона захищати його. Фран кидає Учителя на Майстра Підземелля, але коли демон намагається атакувати його, Учитель несподівано змінює напрямок і вражає демона, вбиваючи його. Лезо Учителя ламається в процесі, що змушує Фран подумати, що він мертвий, але він показує, що може відновитися завдяки поглинанню кристала демона. Вони вбивають Майстра Підземелля, і підземелля зникає. Решта групи вітає її, але Донардрон лає її за те, що вона діяла самостійно і не чекала на них. Учитель заспокоює її, обіцяючи приготувати їй карі, і розповідає, що здобув "Захоплення Навичок", а також використовує нові рівні досвіду, щоб максимізувати "Захоплення Навичок" та свої навички з мечем. Клімт розпитує Фран і запитує, що сталося з кристалом демона, оскільки це надзвичайно цінний матеріал. Фран приховує, що Учитель його поглинув, і каже, що він просто зник. Клімт вірить їй, але Август вривається в офіс і нахабно називає її брехухою. | |                  |                 |                     |                         |
| 7 | «Жахливий лейтенант бригади лицарів» Транслітерація: «Kishidan Fuku Danchō wa Yana Yatsu Deshita» (яп. 騎士団副団長はヤな奴でした)                      | Кентаро Мізуно   | Такахіро Наґано | Сіндзі Ісіхіра      | 16 листопада 2022       |
| Август, заступник капітана лицарів Алесси, використовує свою навичку "Неправда", щоб виявити брехню Фран. Учитель оцінює Августа і дізнається, що той зловживає своїми навичками, неправдиво звинувачуючи простих людей і чаруючи своїх керівників. Август вимагає всю здобич з підземелля як штраф за те що Фран обдурила його але Клімт відмовляється, оскільки здобич належить авантюристам. Учитель використовує "Захоплення Навичок", щоб таємно вкрасти навички Августа — "Неправда" та "Етикет", що позбавляє того соціальних навичок. Фран підвищується до рангу D і стає популярною серед своїх товаришів по гільдії. Фран дізнається, що навичка "Етикет" зробила її більш привабливою. Учитель мріє про своє перевтілення, яке включало трьох красивих жінок. Учитель готує Фран карі яке обіцяв і інші страви щоб зберігати їх у своєму вимірному сховищі для довгих подорожей. Фран чує чутки що Август опозорився перед королівською родиною розлютивши свого батька, графа Голмса. Божевільний Август з'являється перед Фран лисіє і настільки брудний, що Фран помилково приймає його за зомбі. Він звинувачує Фран в тому, що вона прокляла його зруйнувала його життя і найняв вбивцю щоб убити її. Вбивця виявляється синім котом, давнім ворогом Чорних Кішок, як Франя. Тим часом, жінка з заостреними вухами наближається до Алесси. | |                  |                 |                     |                         |
| 8 | «Злочинний синій кіт» Транслітерація: «Aoneko-zoku wa Kyūteki Deshita» (яп. 青猫族は仇敵でした)                                                         | Хіро Ōкі         | Такахіро Наґано | Хіро Ōкі            | 23 листопада 2022       |
| Фран розповідає що саме Сині Кішки систематично ослаблювали Чорних Кішок і дискримінували їх протягом століть. Синій Кіт Гюран, з радістю описує тортури і вбивства Чорних Кішок. Фран лякається поки Учитель не нагадує їй що вона не одна. Фран відрубує Гюрану кінцівки і забирає його меч поклявшись що одного дня Чорні Кішки більше не будуть боятися Синіх, а потім відрубує йому голову. Вона розмірковує про те щоб вбити Августа, але її зупиняє Клімт який уклав угоду з батьком Августа: за велику плату гільдії Август буде підданий домашньому арешту на завжди. Ельфійка, авантюристка рангу A, Аманда з’являється і миттєво закохується в милість Фран, проголошуючи себе новою матір'ю Фран, на що Фран відмовляє. Аманда починає слідувати за Фран всюди поки та не поскаржиться Нелл яка розповідає, що насправді Аманда керує сирітським будинком, отримавши титул Охоронця Дітей, хоча й виглядає як моторошний переслідувач. Клімт пропонує Фран 5 кристалів високорівневих монстрів, якщо вона приєднається до авантюристів які розслідують гніздо павучого монстра в уже переможеному підземеллі. Фран погоджується і також отримує дозвіл досліджувати інше активне підземелля поблизу села Ульмут. Учитель поглинає кристали, щоб підвищити рівень, але Фран сумує коли Аманда наполягає на тому, щоб приєднатися до квесту. | |                  |                 |                     |                         |
| 9 | «Монструозний шукач пригод рангу А» Транслітерація: «Ranku Ē Bōkensha wa Bakemono Deshita» (яп. ランクA冒険者はバケモノでした)                          | Такеші Нішино    | Такахіро Наґано | Такеші Нішино       | 30 листопада 2022       |
| Франя дізнається, що перемога над павуками також є екзаменом на підвищення для двох команд рівня E: "Драконовий Рик" та "Лісові Очі", під наглядом екзаменаторів Круза, Ріга та Ейзелли. Крад, лідер "Драконового Рику", який не схвалює ідею жінок приєднуватися до них, звинувачує Франю в маніпуляціях з Клімтом для несправедливого підвищення, але його цькування постійно зупиняє Аманда. Він пізніше викликає її на дуель, щоб довести, що вона заслуговує на підвищення, і вона використовує плоску частину меча Учителя, щоб його побити. Зацікавлена, Аманда також пропонує дуель, ставивши умову, що Франя має звати її "Мама", якщо програє, а Франя ставить ставку, що якщо виграє, Аманда залишить її в спокої. Після короткого, але складного бою, Франя зазнає поразки, але перед тим встигає влучити в Аманду. Аманда не постраждала завдяки одній зі своїх оборонних навичок, але вражена тим, що Франя стала першою особою за багато років, хто наблизився до того, щоб її поранити. Вони випадково підпалили деякі місця, але група встигає загасити пожежу. Учитель пишається досягненнями Фран. Без свідомості Франя мріє про свою матір. Прокинувшись, вона погоджується називати Аманду Мамою, але Аманда зупиняє її, бо очевидно, що мама Фран займає особливе місце в її серці, і обіцяє завжди підтримувати Франю. За допомогою навички "Неправда" Учитель виявляє, що кожне обіцяння Аманді бути матір'ю щире і що вона справді заслужила титул Охоронця дітей. Крад розуміє, що Франя дійсно така сильна, як усі кажуть. Він також розповідає, що вони всі кидали виклик Аманді, але також не змогли її перемогти. Наступного ранку всі готуються до входу в підземелля. | |                  |                 |                     |                         |
| 10 | «Цілком несправедливі пастки для павуків» Транслітерація: «Kumo no Torappu wa Hansoku Deshita» (яп. 蜘蛛のトラップは反則でした)                         | Айуму Увано      | Такахіро Наґано | Сіндзі Ісіхіра      | 7 грудня 2022           |
| Зловісний чоловік наближається до підземелля, поки група входить всередину. Аманда розповідає, що вона втратила кількох товаришів у цьому підземеллі в минулому, через що почала піклуватися про їхніх сиріт. Вони борються з пастками, гігантськими комахами і павуками-капризами, збираючи їхній цінний шовк. Аманда дає Фран уроки бою та магії, помічаючи, як незвично для Фран використовувати три елементи. Дізнавшись про це, Франя та Учитель швидко оволодівають магією грому. Франя дякує Аманді, поділившись каррі, яке ніхто не чув, але всі знаходять дуже смачним. Глибше в підземеллі павуки-капризи еволюціонували в Павуків-Ілюзіоністів з ще смертельнішим отрутою, більшою силою та швидкістю. Група відступає, але двоє друзів Крада, Барт і Віктор, натрапляють на Франю і випадково потрапляють на телепортуючий квадрат. Їх переносить без зброї, в тому числі без Учителя, і вони опиняються перед фінальною еволюцією павука-ілюзіоніста, величезним Павуком-Ілюзіоністом. Аманда забирає Учителя і вони шукають їх, але Учитель не може досягти Фран через телепатію, а тепер безсила Франя панікує, запитуючи, що вона може зробити без Учителя. | |                  |                 |                     |                         |
| 11 | «Вовк, який був покликаний сюди» Транслітерація: «Shōkan Shitara Marō Deshita» (яп. 召喚したら魔狼でした)                                               | Сігеру Уеда      | Такахіро Наґано | Сіндзі Ісіхіра      | 14 грудня 2022          |
| Павук-Ілюзіоніст, який має верхню частину тіла жінки, грається з Франею, Бартом і Віктором, запускаючи пастки на них. Група розділяється, щоб їх знайти, в той час як Аманда йде сама. Не маючи багато варіантів, Учитель розкриває, що може говорити і рухатися до Аманди, викликаючи Оніксового Вовка як свого фамільяра, щоб знайти Франю. Вовк приходить в ярість через надлишок мани, і Аманда каже, що фамільяри повинні мати імена. Учитель називає його Джет, і той заспокоюється, еволюціонує в набагато більшу Тіньову Вовчицю і йде за запахом Фран. Франя, Барт і Віктор обезсилені отруйними стрілами, і Павук-Ілюзіоніст відправляє своїх павучків, щоб зжерти їх. Франя уявляє себе знову безпорадною рабинею, але бачення Учителя надихає її піднятися і боротися голими руками. Учитель, Джет і Аманда прибувають і вибухають на Павука-Ілюзіоніста, який відступає, після чого вони лікують Франю. Франя рада познайомитися з Джетом, і вони розкривають секрети Учителя Аманді, яка вражена. Вони лікують Барта і Віктора, які втратили свідомість і не знають про Учителя, і вирушають до пункту зустрічі, але там нікого немає. Павук-Ілюзіоніст лікує свої рани і кричить, що вони чують, а потім бачать великий білий птах, який з'являється в спалаху світла. | |                  |                 |                     |                         |
| 12 | «Захоплена Фран вирушає в подорож» Транслітерація: «Tabidatsu Furan wa Wakuwaku Deshita» (яп. 旅立つフランはワクワクでした)                             | Казунобу Шимідзу | Такахіро Наґано | Сіндзі Ісіхіра      | 21 грудня 2022          |
| Птахом був Таруа, фамільяр члена групи, який веде їх до інших, що потрапили в пастку до Павука-Ілюзіоніста та її дітей. Поки вони рятують інших, Франя б'ється з Павуком-Ілюзіоністом. Аманда згадує, як вона усиновила чоловічого і жіночого Чорного Кота на ім'я Кінан і Фламія, але відмовилася навчати їх битвам, оскільки не хотіла, щоб вони постраждали. Це обернулося проти неї, коли вони намагалися стати авантюристами і були вбиті. Відчуваючи, що не може дозволити Фран загинути, вона знищує Павука-Ілюзіоніста, але розлютує Франю, знищивши також його кристал. Після очищення підземелля, Клімт дає Фран дозвіл вирушити в Ульмут і вона отримує підвищення. Гаррус дає їй нові обладунки; Учитель обурений, що вони оголюють її живіт, але він показує, що вони захищають її силовим полем. Гаррус каже, що він теж вирушає до Ульмуту, але іншим шляхом. Коли гільдія прощається з Франею, вона нарешті називає Аманду Мамою, що змушує її зрозуміти, що Франя — дочка Кінана і Фламії. Клімт обговорює з племінником, власником Таруа, як батько Августа найняв когось, щоб дати павукам зілля еволюції. Таруа судить, що Франя має хорошу репутацію і не є шпигуном, незважаючи на її незвичну силу. Франя "серфить" через небо на Учителі і наближається до плаваючого острова, але їх збиває з курсу, і вони аварійно приземляються в будівлі на острові, де їх зустрічає некромант Жан дю Вікс. | |                  |                 |                     |                         |

## Сприйняття
Терон Мартін з Anime News Network у своїй рецензії на перший том легкого роману похвалив взаємодії між головними персонажами та зазначив: «Окрім сцен боїв, писемний стиль Танаки трохи вище середнього. Діалоги та розвиток персонажів плавно перетікають, а створення світу, хоча й обмежене, добре відповідає перспективі центральних персонажів.» Однак він критикував відсутність оригінальності в історії, зазначивши її подібність до таких творів, як So I'm a Spider, So What?, That Time I Got Reincarnated as a Slime та Reborn as a Vending Machine, I Now Wander the Dungeon.